# Étienne de Silhouette
Étienne de Silhouette, född 5 juli 1709 i Limoges, död 20 januari 1767 i Bry-sur-Marne, var en fransk politiker, som bland annat var finansminister (contrôleur général des finances) en tid under Ludvig XV.
de Silohouette reste mycket som ung och publicerade många skrifter översatta från engelska samt studier om Englands finansväsende. Han blev rådgivare till Metz parlament, därefter sekreterare till hertigen av Orléans, medlem av kommissionen som skulle fastställa gränsen mellan franska och brittiska intressen i Akadien (1749) och kunglig kommissionär i Franska Ostindiska Kompaniet.
Han utnämndes till contrôleur général 4 mars 1759 genom Madame de Pompadours inflytande. Hovets medlemmar hade först stor tilltro till honom, men förstod sedan att han hade för avsikt att bekämpa adelns privilegier genom att ta ut fastighetsskatt på adelns egendomar och genom att minska pensionsutbetalningarna. Detta ledde till att han blev mycket impopulär i det franska samhället och föremål för många karikatyrer och föraktfulla skämt. Hans namn kom att förknippas med sådant som var billigt och halvdant (à la Silhouette). Bland annat kom det att förknippas med den typ av porträtt som idag benämns "silhuett". de Silohouette tvingades lämna sin ministerpost 21 november 1759 och drog sig tillbaka till Bry-sur-Marne.